# Pistoleiro

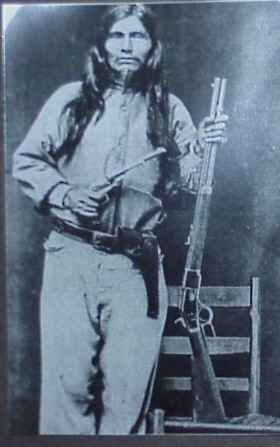
Ned Christie, um pistoleiro cherokee.

Pistoleiro é a definição geralmente utilizada para descrever um criminoso violento que use uma arma de fogo curta (pistola, garrucha, revólver). Em termos técnicos (jornalístico, policial, histórico) é mais aplicado a assassinos de aluguel, ou seja, sicários sem vínculo empregatício permanente, ou caçadores de recompensa pela eliminação de indivíduos procurados. Difere neste sentido do mercenário, que pertence a um grupo paramilitar contratado por governos, do guarda-costas, e do capanga (ou jagunço) que é um funcionário efetivo de um fazendeiro a quem preste serviços de segurança e/ou de intimidação. 
O termo era inicialmente usado na França do século XVI para se referir ao soldado de cavalaria que portava arma de fogo curta, mudando de contexto posteriormente.  A esta época as pistolas eram armas monotiro, mas mais caras e complexas para a época, exigindo treinamento especial. No Brasil já haviam pistoleiros, por exemplo, entre os homens de Villegaignon que atacaram a baía da Guanabara no século XVI.  
O termo pistoleiro  também poderia ser atribuído a um homem da lei, um fora da lei, após o efeito global do cinema estadunidense, popularizou um cowboy ou até mesmo um atirador de exibição, mas era mais comumente um pistoleiro contratado que ganhava a vida com suas armas no Velho Oeste. Assim, a significação de atirador a mando particular segue universalmente mais comum, em várias línguas.
Na terminologia popular de diversas regiões do  Brasil, o feminino, pistoleira, define mulher adúltura, solteira ou não, que tem preferência pelo marido das outras.